# 楊格冰原島峰
66°44′S 54°8′E / 66.733°S 54.133°E
楊格冰原島峰是南極洲的冰原島峰，屬於內皮爾山脈的一部分，處於埃爾金斯山以南3.7公里，挪威製圖師根據空中把該島峰繪入地圖。